# Райгородский, Андрей Михайлович
Андре́й Миха́йлович Райгоро́дский (род. 18 июня 1976, Москва, СССР) — российский математик, автор более 200 научных статей, лауреат премии Президента России 2011 года для молодых учёных, директор Физтех-школы прикладной математики и информатики МФТИ.

## Биография
Родился 18 июня 1976 года в Москве, с 1983 по 1993 годы учился в московской школе № 18 (1275) с углублённым изучением французского языка, окончил школу с золотой медалью.
В 1993 году поступил на отделение математики механико-математического факультета МГУ. Окончил университет в 1998 году с красным дипломом, после чего поступил в аспирантуру кафедры теории чисел мехмата МГУ, которую окончил в 2001 году и защитил под руководством Николая Мощевитина кандидатскую диссертацию на тему «Комбинаторно-геометрические свойства точечных множеств». С 2001 года — сотрудник кафедры математической статистики и теории случайных процессов.
Летом 2004 года защитил докторскую диссертацию на тему «Проблемы Борсука, Нелсона — Эрдёша — Хадвигера и Грюнбаума в комбинаторной геометрии» по специальности «Дискретная математика и математическая кибернетика». В 2005 году стал доцентом мехмата МГУ, в 2011 году — профессором.
С 2007 года является сотрудником «Яндекса», где создал лабораторию комбинаторных и вероятностных методов. До 2016 года был руководителем отдела теоретических и прикладных исследований. По состоянию 2019 год занимает должность координатора научных и исследовательских проектов с МФТИ.
С 2007 года — профессор факультета инноваций и высоких технологий Московского физико-технического института, с 2011 года — заведующий кафедрой дискретной математики. Читает лекции в Независимом московском университете, в Школе анализа данных Яндекса. Неоднократно выступал с лекциями в зарубежных университетах.
В 2011 году стал одним из двух основателей и главных редакторов журнала «Moscow Journal of Combinatorics and Number Theory», затем — членом редколлегий журналов «Управление большими системами», «Квант», «Математическое просвещение». В 2012 году стал по совместительству профессором совместного бакалавриата Российской экономической школы и Высшей школы экономики, а в 2015 году — также по совместительству — профессором Бурятского государственного университета.
С октября 2014 года на MOOC-сервисе Coursera выпустил 5 русскоязычных курсов по комбинаторике и запустил 3 онлайн-магистратуры Физтех-школы прикладной математики и информатики
Преподавал математику в школе № 179 Московского института открытого образования с 2006 по 2015 год.
В 2015 году по результатам конкурса получил статус «федерального профессора математики». В 2016 году стал заведующим лабораторией продвинутой комбинаторики и сетевых приложений в МФТИ. С 2016 года является директором Физтех-школы прикладной математики и информатики МФТИ.
С 2017 года — руководитель Кавказского математического центра Адыгейского государственного университета.

## Научные интересы
Сфера научных интересов охватывает проблемы комбинаторики и комбинаторной топологии, в частности, изучал проблему Борсука о разбиении множеств на части меньшего диаметра, проблему Нелсона — Хадвигера о раскраске метрического пространства, проблему Эрдёша — Хайнала о раскраске гиперграфа.
Также занимается практическими приложениями теории графов и гиперграфов (работа в компании «Яндекс»), в частности, построением моделей и исследованием случайных веб-графов.
Активный популяризатор науки, автор нескольких научно-популярных книг и брошюр.

## Награды
- премия Президиума РАН (2005 год) — за цикл работ по комбинаторной геометрии.
- премию Президента Российской Федерации 2011 года в области науки и инноваций для молодых учёных (февраль 2012 года) — за «крупные достижения в ряде разделов дискретной математики и их практическое применение в информационных технологиях»[5].
- Заслуженный деятель науки Российской Федерации (31.07.2025)[6].

## Избранная библиография
- Райгородский А. М., Савватеев А. В., Шкредов И. Д. Комбинаторика: лекции для студентов факультета биоинженерии и биоинформатики МГУ. — М.: Макс-пресс, 2005. — 135 с.
- Райгородский А. М. Экстремальные проблемы теории графов и анализа данных. — М.: Регулярная и хаотическая динамика, 2009. — 120 с. — ISBN 978-5-91559-127-0
- Райгородский А. М. Модели интернета (методическое пособие). — Долгопрудный: Интеллект, 2013. — 104 с. — ISBN 978-5-91559-143-0.
- Райгородский А. М. Хроматические числа. — М.: МЦНМО, 2015 — 48 с. — ISBN 978-5-94057-121-6
- Райгородский А. М. Проблема Борсука. — М.: МЦНМО, 2015 — 52 с. — ISBN 5-94057-249-9.
- Райгородский А. М. Линейно-алгебраический метод в комбинаторике. — М.: МЦНМО, 2015. — 136 с. — ISBN 978-5-94057-313-5
- Литвак Н., Райгородский А. М. Кому нужна математика? Понятная книга о том, как устроен цифровой мир. — М.: Манн, Иванов и Фербер, 2018. — 192 с. — ISBN 978-5-00-100521-6.
- Глибичук А. А., Ильинский Д. Г., Мусатов Д. В., Райгородский А. М., Чернов А. А. Основы комбинаторики и теории чисел: задачник. Долгопрудный: Интеллект, 2015. — 104 с. — ISBN 978-5-91559-201-7
- Глибичук А. А., Дайняк А. Б., Ильинский Д. Г., Купавский А. Б., Райгородский А. М., Скопенков А. Б., Чернов А. А. Элементы дискретной математики в задачах. — М.: МЦНМО, 2016. — 176 с.
- Глибичук А. А., Ильинский Д. Г., Мусатов Д. В., Райгородский А. М., Чернов А. А. Основы комбинаторики и теории чисел: задачник. — Долгопрудный: Интеллект, 2019.